# Jorge Ormeño
Jorge Andrés Ormeño Guerra (Viña del Mar, 14 giugno 1977) è un ex calciatore cileno, di ruolo centrocampista.

## Carriera
Ha giocato per il Santiago Wanderers e l'Universidad Católica.